# Славянское восстание 983 года
Славянское восстание 983 года (иначе Лютичское восстание) — волнения, поднятые славянскими племенами лютичей и бодричей, проживавших на территориях к востоку от Эльбы, против включения их земель в состав Германского королевства.
После военных походов германских королей Генриха I и Оттона I полабские и прибалтийские славяне считались христианизированными. Последними Оттон I подчинил бодричей в 955 году в битве при Раксе. Славянские территории входили сначала в Саксонскую восточную марку, которая в 965 году распалась на более мелкие марки. Активную миссионерскую деятельность после 968 года развернуло Магдебургское архиепископство.
Пользуясь отсутствием в Германии императора Оттона II, пребывавшего в Италии, летом 983 года объединённые славянские племена под руководством лютичей совместно с датчанами подняли восстание и изгнали имперских представителей церкви и власти. Их натиск повсеместно разрушил германскую систему пограничной защиты, ослабленную отправкой войск в Италию. Были захвачены епископские резиденции в Бранденбурге и Хафельберге, а монастырь в Кальбе разгромлен. Лютичи соединились в Ольденбурге с бодричами, напавшими в том же 983 году на Гамбург и разграбившими его. Магдебург благодаря напряжению всех своих сил избежал подобной судьбы. Спешно сформированные войска смогли лишь на короткое время оттеснить славян за Эльбу, разбив их в августе 983 года в сражении на реке Тангер, но возвратить большую часть утраченных в ходе восстания завоеваний не удалось. За исключением марок Лаузиц и Мейсен, которые немцы сумели удержать, всё, построенное Оттоном I Великим восточнее Эльбы и Зале, было разрушено. Титмар Мерзебургский видел причину восстания славян в Лужице в 983 году, в результате которого Германия потеряла земли между Эльбой и Одером, в высокомерии и халатности маркграфа Северной марки Дитриха фон Хальденслебена.
Сорбские марки, находившиеся в подчинении у Саксонии и Тюрингии, не принимали участия в восстании.
Начиная с 985 года, имперские князья, вместе с польскими князьями Мешко I, а затем Болеславом Храбрым, предпринимали ежегодные походы с целью подчинения территории, но они не возымели действия.
Лишь в 991—995 годах императору Оттону III удалось восстановить свою власть на части славянских земель, захватив Велиград (Wiligrad), упомянутый в сочинении арабского автора Ибрагима ибн Якуба под 965 годом как столица бодричей, и переименованный в Мекленбург (Michelenburg). Однако крепость стодорян (из племенного союза лютичей) Бранибор на месте современного Бранденбурга, захваченную королем Генрихом I Птицеловом еще в 929 году, графу Удо III фон Штаде удалось окончательно отбить лишь в 1101 году.
Король Генрих II сменил политику: в 1003 году он заключил с лютичами союз и начиная с 1004 года вёл войны против своего бывшего союзника, польского герцога Болеслава Храброго. Это позволило язычникам лютичам сохранить свою власть до начала XII века.
Непосредственными последствиями славянского восстания стала практически полная остановка немецкой колонизации на последующие 200 лет. Епископы Бранденбурга и Хафельберга в статусе титулярных проживали за пределами своих епископств, по большей части при королевских дворах. Лишь в XII веке после нового этапа завоевания с частичным привлечением на свою сторону славянских князей немецкая колонизация продолжилась на восточном берегу Эльбы.